# Лазар Марин
Лазар Марин (5. август 1921. Марини — јесен 1944. Травник), учесник Народноослободилачке борбе и народни херој Југославије.

## Биографија
Прије почетка Другог свјетског рата био је ауто-механичар. Као члан КПЈ активан је од краја 1941. године. У НОБ је ступио 1941, а погинуо је крајем 1944. године у Травнику.
У Народноослободилачку борбу је кренуо је са Ударним батаљоном Козарског одреда у централну Босну. Био је курир штаба Одреда.
Касније ступа у 2. крајишку бригаду. Борио се на Љубији, Сухачи, Новом Граду, Бенаковцу као узоран јунак. Постао је командир тенковске чете и на Травнику је водио борбу са Нијемцима и усташама. Код усташке касарне у Травнику непријатељ је смртно погодио тенк и у њему двојицу хероја, Марина и Мећаву.
Указом Президијума Народне скупштине Федеративне Народне Републике Југославије, 23. децембра 1952. године, проглашен је за народног хероја.